# بوگاتی ئی‌بی۲۱۸
بوگاتی ای‌بی۲۱۸ (Bugatti EB218) خودرویی است که در سال‌های ۱۹۹۹ تولید شده‌است. طول آن در حالت طبیعی ۵٬۳۴۹ میلیمتر (۲۱۰٫۶ اینچ)، عرض آن در حالت طبیعی ۱٬۹۸۹ میلیمتر (۷۸٫۳ اینچ)، ارتفاع آن در حالت طبیعی ۱٬۴۵۵ میلیمتر (۵۷٫۳ اینچ) و  وزن آن در حالت طبیعی ۲٬۱۷۶٫۷۸ کیلوگرم (۴٬۷۹۹ پوند)  است. سیستم جعبه‌دندهٔ آن به صورت خودکار است.